# Mount Olympus
Mount Olympus – szczyt w USA, w stanie Waszyngton (Hrabstwo Jefferson), położony 100 km na zachód od Seattle. Jest to najwyższy szczyt gór Olympic Mountains. Szczyt leży na terenie Parku Narodowego Olympic.
Szczyt jest przez cały rok pokryty śniegiem. Z wierzchołka spływa kilka lodowców, z których największymi są Blue Glacier, White Glacier i Hoh Glacier.  Góra ma cztery wierzchołki, z których najwyższy jest nazywany Zachodnim (ang. West Peak). Pozostałe to Środkowy (ang. Middle Peak 2417 m n.p.m.), Fałszywy (False Summit 2402 m n.p.m.) i Wschodni (East Peak 2366 m n.p.m.). 

## Turystyka

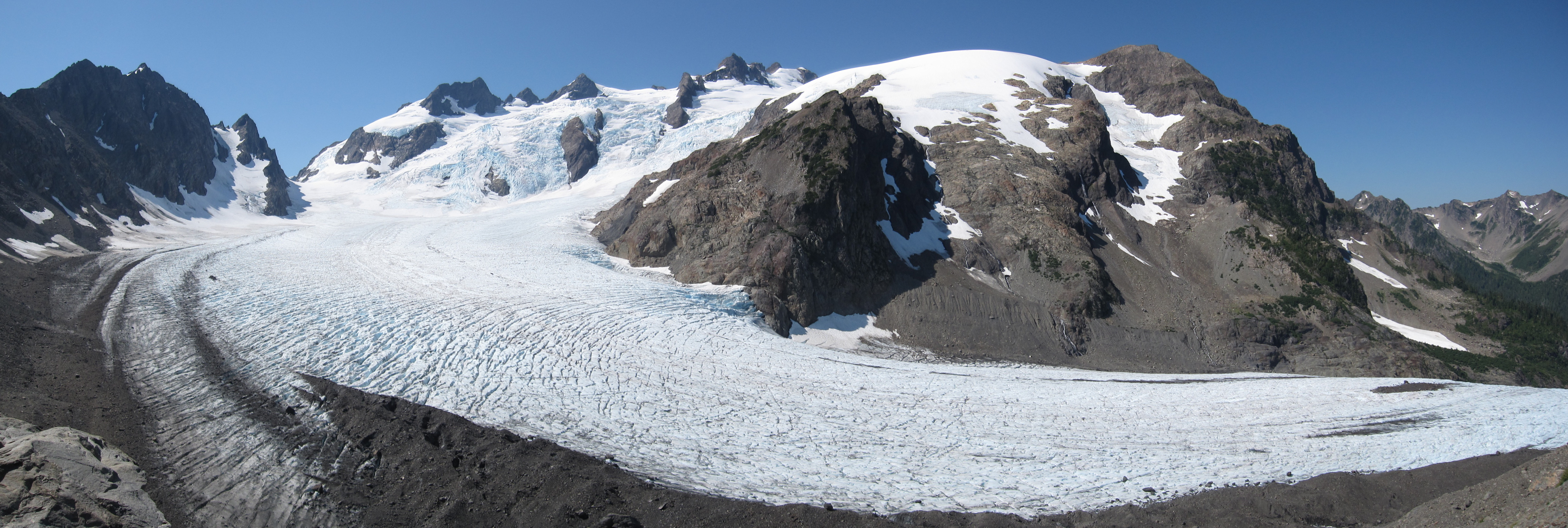
Lodowiec Blue Glacier i wierzchołek Mount Olympus

Wspinaczka na szczyt jest możliwa przez cały rok. Jednak ze względu na duże przewyższenie i odległość jest uznawany za jeden z trudniejszych technicznie w USA. Szlak zaczyna się na wysokości 176 m n.p.m., czyli przewyższenie wynosi ponad 2200 metrów. Długość szlaku w jedną stronę wynosi 34,5 km a na trasie u podnóża pokonuje się wilgotny las deszczowy (opady 4000 mm rocznie), a następnie trzeba się wspinać po skałach i lodowcach.